# Biastes popovi
Biastes popovi là một loài Hymenoptera trong họ Apidae. Loài này được Proshchalykin & Lelej mô tả khoa học năm 2004.